# Strålsnäs
Strålsnäs är en tätort i Boxholms kommun, belägen i Åsbo socken 5 kilometer norr om Boxholm. 
Ortnamnet härrör från släkten Stråle af Sjöared som under 1600-talet var ägare till gården Näs (nuvarande Strålsnäs herrgård). Samhället uppstod då Östra stambanan, numera en del av Södra stambanan, anlades.
Samhället har en egen samhällsförening, Strålsnäs byalag, och ett eget fotbollslag, Strålnäs FF, som spelar sina hemmamatcher på Ingemarsvallen.

## Befolkningsutveckling

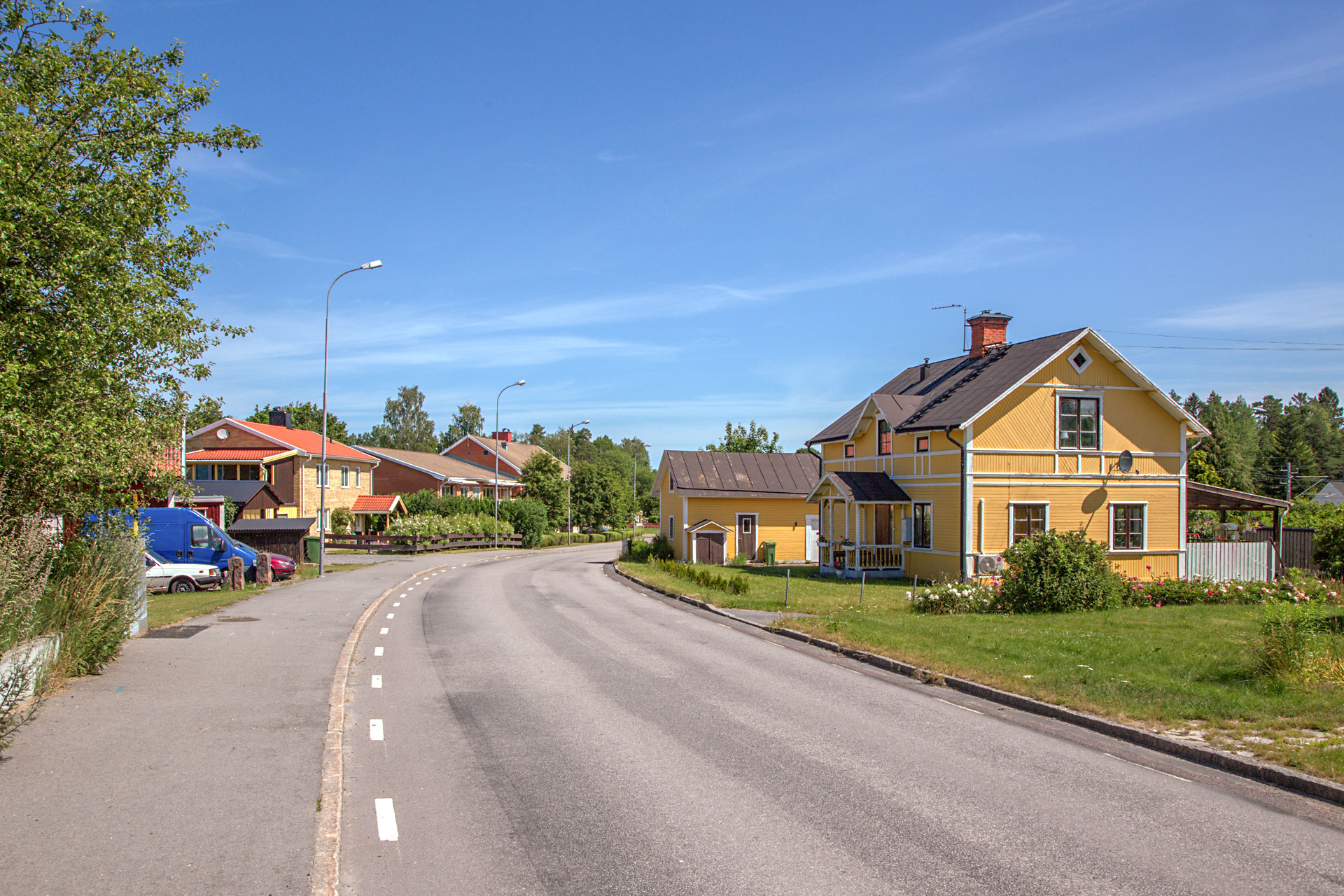
Gatuscen från Strålsnäs, 28.06.2019.

| Befolkningsutvecklingen i Strålsnäs 1950–2020 | Befolkningsutvecklingen i Strålsnäs 1950–2020 | Befolkningsutvecklingen i Strålsnäs 1950–2020 | Befolkningsutvecklingen i Strålsnäs 1950–2020 | Befolkningsutvecklingen i Strålsnäs 1950–2020 |
| --------------------------------------------- | --------------------------------------------- | --------------------------------------------- | --------------------------------------------- | --------------------------------------------- |
|                                               |                                               |                                               |                                               |                                               |
| År                                            |                                               |                                               | Folkmängd                                     | Areal (ha)                                    |
| 1950                                          | 1950                                          |                                               | 220                                           |                                               |
| 1960                                          | 1960                                          |                                               | 259                                           |                                               |
| 1965                                          | 1965                                          |                                               | 277                                           |                                               |
| 1970                                          | 1970                                          |                                               | 293                                           |                                               |
| 1975                                          | 1975                                          |                                               | 298                                           |                                               |
| 1980                                          | 1980                                          |                                               | 417                                           |                                               |
| 1990                                          | 1990                                          |                                               | 481                                           | 64                                            |
| 1995                                          | 1995                                          |                                               | 446                                           | 64                                            |
| 2000                                          | 2000                                          |                                               | 438                                           | 64                                            |
| 2005                                          | 2005                                          |                                               | 446                                           | 64                                            |
| 2010                                          | 2010                                          |                                               | 410                                           | 64                                            |
| 2015                                          | 2015                                          |                                               | 450                                           | 85                                            |
| 2020                                          | 2020                                          |                                               | 401                                           | 69                                            |
|                                               |                                               |                                               |                                               |                                               |

## Strålsnäs herrgård

### Ägare
| Ägare     | Namn                             | Levnadstid |
| --------- | -------------------------------- | ---------- |
|           | Olof Arvidsson Rosenbielke       |            |
| -1636     | Anders Svensson Stråle af Ekna   | -1604      |
| 1636-1649 | Anders Stråle af Sjöared         | -1649      |
| 1649-     | Brita Rutencrantz                | 1610-      |
| 1687-1708 | Magnus Stråle af Sjöared         | 1646-1708  |
| 1708      | Brita Stråle af Sjöared          | 1670-1748  |
| 1727-1746 | Gustaf Fredrik von Rosen         | 1754-1815  |
| 1746-1762 | Gabriel Adolf Ribbing af Zernava | 1724-1762  |
| 1762-1781 | Beata Sparre af Rossvik          | -1781      |
| 1791      | Renberg                          |            |